# 플랫 디자인
| <1995 | 2000 | 2019 |

플랫 디자인(Flat Design)이란 복잡한 그래픽 효과를 배제하고 단순한 색상과 구성을 통해 직관적인 인식이 가능하도록 구성하는 2차원 디자인 방식을 말한다. Windows 8의 바탕 화면과 각종 스마트폰에서 메트로라는 플랫 디자인을 채택한 것을 계기로 인터넷 홈페이지에 널리 퍼지게 되었다. 최소한의 요소만을 사용하여 대상의 본질을 표현하는 디자인 기법인 미니멀리즘(minimalism)을 추구한다.

## 정의와 목적
플랫 디자인은 단순한 요소, 타이포그래피, 플랫한 색의 최소한의 사용을 강조하는 인터페이스 디자인 스타일이다.
디자이너들은 플랫 디자인을 선호할 수 있는데 그 이유는 인터페이스 디자인을 더 간결하고 효율적으로 만들 수 있기 때문이다. 시각적으로 매력적이고 접근 가능하게 보이게 하면서도 정보를 빠르게 전달하기 더 쉽다. 또한 각기 다른 장치의 브라우저 크기 변화에 반응적인 인터페이스를 디자인하기 더 쉽게 만들어준다. 최소한의 디자인 요소들을 사용하여 웹사이트는 더 빠르게 로드하고 더 쉽게 크기를 조절할 수 있으며 고해상도 화면에서 더 분명하게 보인다. 디자인 접근으로서 스큐어모피즘, 리치 디자인과 대조적이다.

## 같이 보기
- 미니멀리즘
- 스큐어모피즘